# Торре-дель-Оро
Торре-дель-Оро (исп. Torre del Oro, «золотая башня») — достопримечательность Севильи на набережной Гвадалквивира, мавританская башня, сооружённая для защиты гавани Севильи в 1220 году. Высота башни составляет 37 метров.

## История
В «Большой хронике» короля Альфонсо Мудрого башня описана так:
Золотая башня была основана как крепость на море и одновременно расположена и сделана как произведение необыкновенно изящное и прекрасное.
Башня являлась частью крепостных укреплений Севильи, от Торре-дель-Оро мощные стены вели к Алькасару (до настоящего времени стены не сохранились). По форме башня представляла собой два двенадцатигранника, поставленных друг на друга. Форма башни в виде многогранника не была оригинальной для архитектуры XIII столетия — такой тип башен пришёл из Византии и уже встречался в архитектуре Кордовского халифата. Башня оставалась двухъярусной до XVIII века, когда был достроен третий ярус — цилиндрический фонарь с куполом (не слишком вписавшийся в общий облик башни). Башня сильно пострадала во время мощнейшего Лиссабонского землетрясения 1755 года. По городской стене из Торре-дель-Оро можно было попасть в башню Торре-де-ла-Плата.
Происхождение названия этой башни является предметом споров. Одни утверждают, что название произошло от золотистого цвета покрывающих её изразцов, а другие — что в ней хранилось привезённое из Нового Света золото. В военное время за неё одним концом крепилась цепь, перегораживающая реку. Другой конец цепи крепился к несохранившейся башне на другой стороне реки. В XX в. в этой двенадцатигранной башне XIII в. с бойницами расположился небольшой Морской музей.

## Башня в искусстве
Севильскую башню можно увидеть в фильме Джима Джармуша «Пределы контроля».